# Здание екатеринодарского епархиального женского училища
Здание Екатеринодарского епархиального женского училища — объект культурного наследия, расположенный в Краснодаре (ранее Екатеринодар) по улице Митрофана Седина (ранее Котляревской), дом 4. Изначально строился как заведение среднего женского образования, ныне в нём располагается медицинский университет.

## История
К началу XX века в Екатеринодаре остро ощущался недостаток учреждений женского образования. Поэтому в 1894 году на заседании Екатеринодарской Городской Думы  войсковым протоиереем Михаилом Воскресенским был вновь поднят вопрос об организации в войсковой столице Епархиального женского училища. До этого подобное предложение выдвигалось в 1874 году, но безуспешно. Училище должно было стать вторым в Ставропольской епархии (первое находилось в Ставрополе). Решение о строительстве было принято в 1894 году Екатеринодарской городской думой. Проект здания был составлен архитектором Василием Андреевичем Филипповым и утверждён в ноябре 1895 года. В ноябре 1896 года у наследников полковника Дубоноса был приобретён участок для строительства вблизи Городского сада. Строительство здания началось в 1898 году под руководством инженера  Многолетова Ивана Ермолаевича и архитектора Ивана Мальгерба. Завершено в 1901 году. В 1913 году к основному корпусу были добавлены пристройки.
В здании самого училища ранее располагалась домовая церковь во имя Иконы Казанской Божией Матери, что повлияло на её оформление: главный фасад был выполнен в «неорусских» мотивах, а в арочном проёме по середине главного фасада, на уровне третьего этажа, установлен витраж в виде Креста Голгофы; непосредственно над ним, в нише, сделанной в плоскости фасада, была размещена икона Казанской Божией Матери; высокая «теремная» кровля с кованым парапетом завершалась барабаном с главкой, увенчанной крестом. При училище была построена больница на 40 мест, а улица в районе училища была замощена, сделаны тротуары, и южная часть Котляревской улицы приняла вполне благоустроенный вид. 
С 1901 по 1917 год в здании располагалось епархиальное женское училище. В него принимались девочки, уже получившие начальное образование, например в церковноприходской школе, и проходили обучение в течение 8 лет на полном пансионе. По окончании училища выпускницы получали звание домашнего или сельского учителя и имели право преподавать в гимназии до пятого класса. Обучение было платное, стоимость обучения составляла 352 рубля в год, для дочерей священнослужителей действовала льготная цена в 177 рублей. Последний выпуск учениц-епархиалок состоялся после Февральской революции 1917 года.
В 1920—1921 годах в здании располагался госпиталь. С 1921 год в здании располагается Кубанский государственный медицинский университет.
В середине двадцатого века на территории бывшего епархиального училища при строительстве жилого дома на углу улиц Седина и Постовой была обнаружена часть большого меотского могильника, открытого ещё в 1929 году. Это древнее кладбище, датированное профессором Н. В. Анфимовым периодом с IV века до нашей эры до II века нашей эры, непосредственно примыкало к городищу, фрагменты которого сохранились в северной части Городского парка.
В 1943 году здание было сильно повреждено обстрелами и пожарами, восстанавливали его студенты и сотрудники, вернувшиеся из эвакуации. Фасад отреставрировали к 1954 году, однако восстановить цветной витраж с изображением Креста Господня и Казанской иконы Богородицы удалось только в 2009 году.

## Современное состояние
В 2004 и 2022 годах производились реставрации фасада здания. В ходе этих работ в 2004 году был восстановлен цветной витраж в форме креста в центральной части здания над входом (внутренний пролёт центральной лестницы). Очередная реставрация фасадов и чугунных лестниц происходит в 2023-2024 годах.

## Значение
Здание бывшего Епархиального женского училища (ныне КубГМУ) является памятником гражданской архитектуры конца XIX — начала XX в., имеет статус объекта культурного наследия.
В построении архитектурных форм его отличает ясное и чёткое членение фасада по центральной оси, симметричное расположение всех архитектурных элементов, слагающих фасад здания в стиле эклектизма. Особую нарядность зданию придают богато украшенные наличники окон и витраж в форме православного креста в центральной выступающей части строения (в пролёте парадной лестницы).